# Ростра
Ростра (на латински: rostra, множествено число от на латински: rostrum, нос на кораб) в Древен Рим е ораторска трибуна на форума, украсена с носове на вражески кораби, пленени от римляните през 338 пр.н.е. при Анциум в хода на Латинската война (340—338 пр.н.е.)
Ростра е обновена при Октавиан Август с носа на корабите на египетската царица Клеопатра след поражението на флота ѝ през 31 пр.н.е. в битката при Акциум.
По време на Първата пуническа война (260 пр.н.е.), в чест на победната над картагенците в морското сражение край нос Миле, на римския форум е поставена рострална колона, украсена с носовете на пленените кораби.
Пред трибуната се намира Колоната на Фока.